# César Santin
César Santín (Jacutinga, 24 febbraio 1981) è un allenatore di calcio ed ex calciatore brasiliano, di ruolo attaccante.

## Carriera
Cèsar Santín iniziò la sua carriera fra le file del São José, squadra in cui tornò nel 2003 dopo due esperienze con Grêmio e Vitória.
Nel 2004 passa al Kalmar, club appena promosso in Allsvenskan. Durante la sua militanza in questo club, diventa un beniamino della tifoseria grazie al suo costante impegno in campo e ai suoi dribbling. Nel 2007, sigla 12 gol in 23 presenze in Allsvenskan. Nella prima parte della stagione 2008, il suo club balza al primo posto della classifica, grazie anche alle sue prestazioni ed ai suoi gol, tant'è che il FC Copenaghen lo acquista nella finestra di mercato estiva per una cifra di 10 milioni di Corone danesi.
Nell'estate 2008, il presidente del club danese dichiara che la squadra è stata allestita per lottare nelle prime posizioni, anche se, nello scetticismo generale, il club a parte Thomas Kristensen dal FC Nordsjælland e lo stesso Cèsar Santin, non acquista più nessuno.
Il 6 novembre sigla il gol del momentaneo 1-0 sul Valencia, nella fase a gruppi di Coppa UEFA. Al termine della partita, lo stesso giocatore ammette che questo è stato il gol più importante della sua carriera.
Il 24 maggio 2009, il club vince il titolo danese grazie ad un suo rigore nella vittoria contro l'Esbjerg, in quanto nella stessa giornata il Brøndby perdendo contro l'Aarhus, regala il titolo ad una partita al termine della stagione della Superliga.
Nel 2010 ottiene il suo record di reti in campionato, 15. Nel 2013 nella prima parte di campionato con l'FC Copenaghen mette a segno la sua rete numero 83 con i danesi, superando l'ex compagno di squadra Dame N'Doye e divenendo così di fatto il miglior marcatore della storia del club.
Il 1º gennaio 2014 passa all'APOEL, vincendo campionato e coppa cipriota con la sua squadra.

## Palmarès
- Coppa svedese: 1

Kalmar: 2006-2007
- Campionato danese: 4

Copenhagen: 2008-2009, 2009-2010, 2010-2011, 2012-2013
- Coppa danese: 2

Copenhagen: 2008-2009, 2011-2012
- Campionato cipriota: 1

APOEL: 2013-2014
- Coppa cipriota: 1

APOEL: 2013-2014